# Білоруське національне відродження

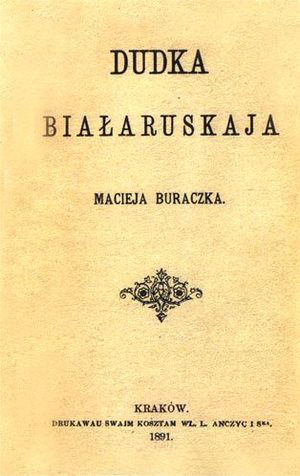
Dudka Bialaruskaja, книга віршів Франтішка Богушевіча (1891)

Білоруське національне відродження (біл. Белару́скае нацыяна́льнае адраджэ́нне) — соціальний, культурний і політичний рух, що належить до білоруського націоналізму, виступає за розвиток сучасної білоруської культури, звичаїв і традицій, мови та національної самосвідомості. Висуває вимоги створення білоруської державності на національному підґрунті. Представлений декількома хвилями, починаючи з XIX-го століття.

## XIX століття

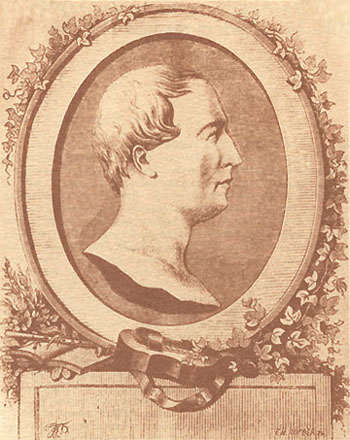
Ян Чечот

На початку і в середині XIX-го століття Ян Чечот, Владислав Сирокомля, Вінцент Дунін-Марцинкевич, Ян Борщівський і низка інших письменників створили перші літературні твори сучасною білоруською мовою. Білоруські інтелегенти використовували місцеві говірки як основи для написання творів. Велика частина білоруської еліти в той час підтримала рух за відновлення колишньої Річі Посполитої і брала активну участь у повстаннях 1830-31-х і 1863-64-х рр. У той таки час формується рух за самовизначення і незалежність білоруського народу. Лідер повстання 1863 р на землях колишнього Великого Литовського князівства Кастусь Калиновський опублікував свої заклики до білоруських селян білоруською мовою і закликав боротися за національну свободу.

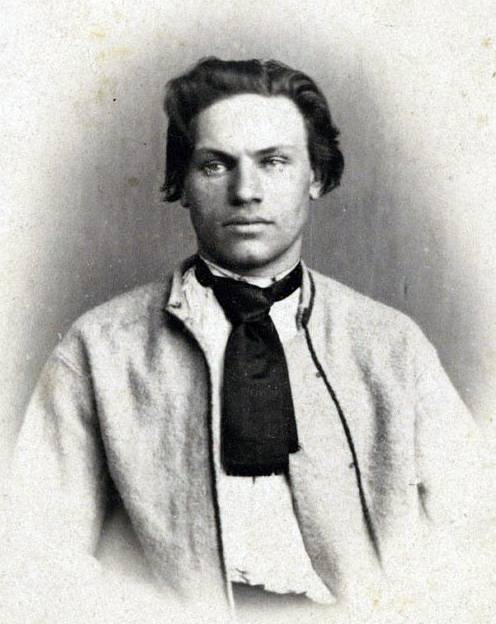
Кастусь Калиновский

Після того, як Калинівського схопили представники російські влади, він був засуджений до смертної кари. З острогу Калиновський передав на волю свій заповіт білоруському народу — «Лист з-під шибениці»:

|  | “Браты мае, мужыкі родныя. З-пад шыбеніцы маскоўскай прыходзіць мне да вас пісаці, і, можа, раз астатні…” – чытаем у “Лістах з-пад шыбеніцы”, перададзеных Каліноўскім на волю напярэдадні смерці. Тут бачныя як рамантычныя аля-шаўчэнкаўскія матывы: “…Горка пакінуць зямельку родную і цябе, дарагі мой народзе. Грудзі застогнуць, забаліць сэрца, — но не жаль згінуць за тваю праўду…” Тут жа – канкрэтны палітычны запавет будучаму пакаленню змагароў з чужынцамі: “…Дапокуль яна [няволя маскоўская – рэд.] ў нас будзе, у нас нічога не будзе, не будзе праўды, багацтва і ніякай навукі, — адно намі, як скацінай, варочаць будуць не для дабра, но на пагібель нашу… Бо я табе з-пад шыбеніцы кажу, Народзе, што тагды толькі зажывеш шчасліва, калі над табою Маскаля ўжо не будзе”. Твой слуга Яська-гаспадар з-пад Вільні |

У другій половині XIX-го століття, з'явилися перші ліві національні товариства серед білоруських студентів у найбільших університетах Російської імперії, тобто в університеті Санкт-Петербурга. Ці товариства надрукували кілька нелегальних видань, наприклад, Homan (1884)з вимогою автономії або незалежності Білорусі. Шгната Гриневицького (біл. Ігнат Грынявіцкі), вбивцю царя Олександра II в Росії, окремі історики називають одним з творців білоруської фракції в російському соціалістичному русі народовольців.
Почало відроджуватися білоруське письменство. Такі майстри слова, як Франтішек Богушевич, Карусь Каганець, Ядвігін Ш., створювали білоруські художні твори. Культурному розвитку білоруського краю заважала заборона білоруської мови російською владою і, як наслідок, неможливість друкуватися на батьківщині.

## Початок XX-го століття

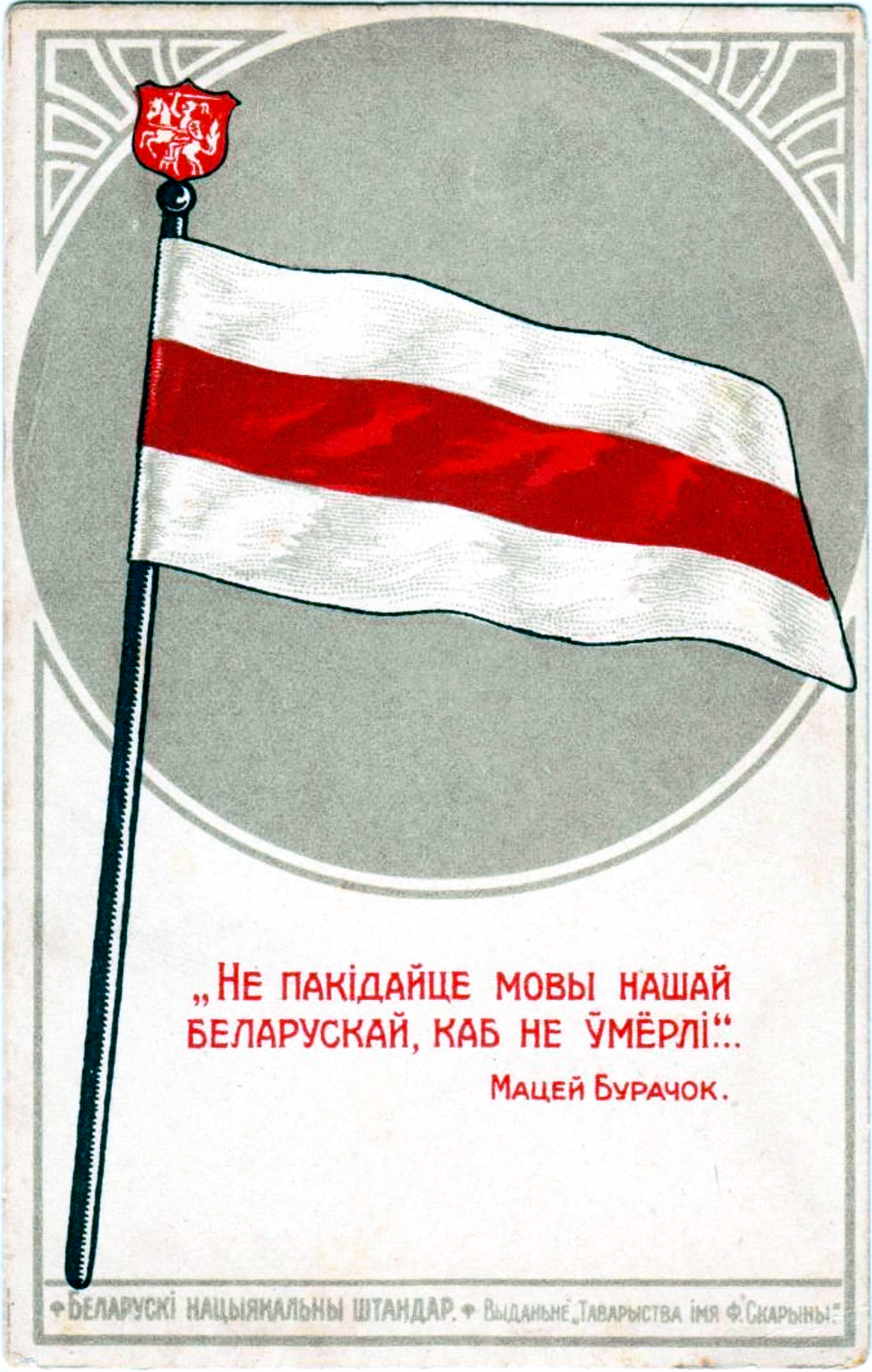
Листівка часів БНР

На початку XX-го століття тривав подальший розвиток білоруських національних політичних організацій, здебільшого соціалістичних (Білоруська соціалістична громада) і християнсько-демократичних. Внаслідок першої російської революції 1905 року видання на національних мовах були легалізовані, і це призвело до сплеску в розвитку білоруської прози та видавничої справи. Зокрема, газета Наша Нива, заснована в 1906 році, стала одним з найважливіших центрів освіти і просування ідеї білоруської національної ідентичності серед середнього класу Білорусі, як в містах і селищах, так і на селі.
Після більшовицької революції в жовтні 1917 року, білоруські національні організації, які представляли всі регіони країни, провели перший Всебілоруський з'їзд, На з'їзді було проголошено незалежність Білорусі та створена Білоруська Народна Республіка. Ця держава існувала до 1919 року, коли її парламент, Рада БНР, був змушений залишити країну через окупацію Білорусі Червоною армією. Протягом громадянської війни в Росії прибічники білоруського визвольного руху створювали власні партизанські загони (відомі як Зелений дуб), а також білоруські національні підрозділи в армії Литовської Республіки та польської армії. Також до білоруськой армії приєдналися багато військових на чолі з генералом Станіславом Булак-Балаховичем.
В листопаді — грудні 1920 року відбулось збройне повстання проти Радянської влади в районі Слуцька. Приблизно місяць білоруські загони, що складалися в основному з місцевих селян, чинили опір надхожим радянським військам.
Уряд більшовиків надав офіційний статус білоруській мові і культурі в рамках радянської політики коренізації у створеній маріонетковій Білоруській Радянській Соціалістичній Республіці. Проте, ця політика, яка закінчилася на початку 1930-х років, супроводжувалися інтенсивною русифікацією і терором щодо білоруських культурних і соціальних еліт. Тим часом багато білоруських політичних та культурних організацій продовжували свою діяльність в Польщі на території Західної Білорусі. Білоруські національні діячі, як Броніслав Тарашкевич, були обрані членами польського парламенту.

## Кінець XX і початок XXI століть
Під час перебудови піднялася нова хвиля білоруського національного відродження. Кілька нових регіональних культурних національних організацій, таких як Талака, були сформовані до кінця 1980-х років. Також рух БНФ на чолі з харизматичним лідером Зеноном Пазняком був заснований в 1988 році. Після виборів, що відбулися в 1990 р., БНФ утворив партію з 35 членів у Верховній Раді Білорусі і став рушійною силою у здобутті незалежності для Білорусі після розпаду СРСР.
Президент Республіки Білорусь Олександр Лукашенко, обраний в 1994 році, відновив русифікаторську політику радянської епохи, надав російській мові де-факто статус головної офіційної мови та відмовився від біло-червоно-білого прапора і Погоні (герба) як державних символів.
Восени 1988 року в Білорусі почався новий рух, рух за національне Відродження, за повернення нації до власних джерел, до самобутності.
30 жовтня, білоруська національна еліта під керівництвом Зенона Позняка проводить культурно-просвітницьку акцію «Дзяди». Було вирішено створити центр єднання нації, центр демократично-національного руху Білорусі, таким центром консолідації сил став Білоруський Народний Фронт «Відродження», перша партія Білорусі після комуністичного панування. Керівником БНФ, став її головний ідеолог і засновник, історик, письменник, активний громадсько-політичний діяч, кандидат на пост президента РБ (1994,2001,2006) — Зенон Станіславович Позняк. Головними ідеями БНФ стали побудова національно-демократичної держави, боротьба за народні потреби, повернення нації до коріння, проведення Відродження нації в духовно-національного напрямку, надання білоруській мови статусу державної і проголошення особи білоруса ключовою в розбудові білоруської державності.
У червні 1989 року на з'їзді у Вільнюсі БНФ офіційно оформився як великий і всенародний рух. Дотепер в Білорусі (тоді ще БССР) не існувало партій, які б з початку діяльності мали 10 тисяч членів і такий авторитет. Відразу після цього з'їзду БНФ створює опозицію у Верховній Раді БРСР. Депутати БНФ у Верховній Раді, серед них і Зенон Позняк, відкрито висвітлювали всі події країни й доводили останні дані до суспільства. Почалися трансляції засідань Верховної Ради. Лідер БНФ, Зенон Позняк, відкрито виступив за повну незалежність Білорусі і підтримав політику Горбачова що стосувалося перебудови. Опозиційні сили Верховної Ради почали пропагувати білоруську мову, спілкуючись в Раді білоруською. Це підіймало авторитет мови, стало прикладом наслідування для народу. Всі передачі, вся музика — білоруською мовою.

У січні 1990 року, лідер БНФ Зенон Позняк був обраний народним депутатом до Верховної Ради. Відтепер зі 100 % місць у Верховній Раді 75 % залишаються за депутатами від опозиції (БНФ). Прийнято низку заходів: по-перше, переведення шкіл на білоруську мову (дитячі садки, училища, університети та ін. також переводилися), проводиться повна реабілітація лідерів Білорусі, які на початку XX століття виступили проти комуністів, проголошується свобода віросповідання, свобода цензури, свобода торгівлі і націоналізація підприємств. Всі ці пункти входили до всенаціональної програми БНФ (Відродження), сталовили її ідеологію.
У червні 1990 року створено Національно-демократичну партію Білорусі (НДПБ), яка ставила такі цілі: створення незалежної, демократичної білоруської держави, відновлення історичних цінностей, мови і культури, національної самосвідомості білорусів. Згідно постанови цієї партії, її прибічником може бути кожен, хто знає мову і історію Білорусі, і усвідомлює себе білорусом. Ці принципи і цілі повністю такі ж, як і в БНФ. Різниця у роках створення: БНФ утворений в 1988, а НДПБ — в 1990 році.
НДПБ став яскравим виразником націоналізму, але в Білоруському Національному Фронті такого поняття немає, є поняття Відродження, а це зовсім різне. НДПБ обрала дуже радикальний напрямок націоналізму, але на народну підтримку це не вплинуло. Статус і авторитет БНФ безсумнівні, але тільки до 1995 року. НДПБ зайняла досить значне місце в керівництві країни.
Крім цих партій, які є значущими, з'явилося ще близько сотні товариств і спілок, які пропонують національно-духовне Відродження за прикладом ідеї БНФ, але вони не мають права називатися партією, позаяк склад їх менше норми (1000 прибічників), тому в народі такі партії почали називати диванними, так як її члени можуть розміститись на одному дивані.
В країні починається видання національно спрямованих газет, винятково білоруською мовою: «Новини БНФ» (друкований орган Білоруського Народного Фронту), «Наше слово» (друкований орган Товариства Білоруського Мови імені Франциска Скорини під керівництвом Ніла Гілевича), «Народна Воля», «Наша газета», «Пагоня».
27 липня 1990 року Верховна Рада БРСР схвалює декларацію про незалежність Білорусі. Національні угруповання наполягають на цілковитому суверенітеті, щоб Верховна Рада денонсувала всі угоди, що пов'язані з СРСР. На той час СРСР залишалося існувати один рік, і цей рік призведе до занепаду в усіх областях політики, економіки та соціального життя у всіх республіках СРСР, а відтак до розпаду СРСР.
З 18 по 21 серпня 1991 року в Москві відбувається путч «ГКЧепістів», який повністю погіршив становище в СРСР і прирік його до руйнування. В БССР, голова Кабінету Міністрів В'ячеслав Кебич заявляє в цей час, що Комуністична Партія Білорусі (КПБ) під його лідерством припиняє діяльність у ЦК КПРС разом з усім Кабінетом Міністрів. Націоналістські організації, а особливо БНФ, приймає остаточний план і оголошує, що БССР фактично не існує, і тому змінює назву БССР на Білорусь. Встановлюють своєю заявою новий біло-червоно-білий прапор і герб «Погоня», а білоруській мові надають статус державної.
25 грудня 1991 року перший і останній президент СРСР М.Горбачов заявляє про припинення існування СРСР. Білорусь після цього здобула повну незалежність.
З 1992 по 1995 рік керівництво БНФ проводить політику білорусизації і Відродження. За цей час ця політика зі 100 % була виконана на 45 %. Білоруси в більшості заговорили по-білоруськи, телебачення і радіо були тільки білоруською мовою, також білоруси повернулись до коріння, до своїх цінностей, але невдовзі все було припинено.
У 1993 році, лідер БНФ Зенон Позняк реєструє БНФ, як партію, але при цьому залишає БНФ, як широкий національно-народний рух. Верховною Радою на той час керував Станіслав Шушкевич (1991—1994), а Кабінетом Міністрів Білорусі — В'ячеслав Кебич (1991—1994). Керівництво Верховної Ради було нездатне прийняти жодної постанови без згоди лідера БНФ і її депутатів у Верховній Раді, оскільки БНФ складала більшість. Керівництво БНФ вносять пропозицію про створення Конституції Білорусі. Відповідальним призначений С. Шушкевич, але основну роль зіграв Зенон Позняк, який зробив у ній наголос на ідеї Відродження. Січень 1994 року, депутати, ініціативну частину яких складали представники БНФ під керівництвом Позняка, відкликали С. Шушкевича з посади голови Верховної Ради Білорусі і призначили на його місце генерала міліції М. Гриба. 15 березня 1994 була прийнята Конституція Республіки Білорусь. Також вирішено, що в Білорусі потрібна президентська влада, тому на 23 червня 1994 року були призначено президентські вибори, перші вибори президента Республіки Білорусь.
Також в 1994 році створена Національна Партія Білорусі (НПБ), яка виступить з ідеологію націоналізму. Її підтримає народ, і її ідеї будуть прийняті суспільством Білорусі.
23 червня 1994 року відбувався І тур виборів. У виборах взяли участь шість осіб: А. Дубко (6 %), В. Кебич (21 %), О. Лукашенко (40 %), В. Новіков (3 %), З. Позняк (20 %), С. Шушкевич (11 %). 3 липня 1994 року відбувся ІІ тур, в якому брали участь В. Кебич і Лукашенко. Переміг Лукашенко (76 %). За В. Кебіча проголосували близько 23 % виборців, і 1 % проголосували проти всіх.
Відразу після виборів всі національні діячі прийшли до Верховної Ради і зуміли створити сильну опозицію О. Лукашенку. Цим вони забезпечили політиці Відродження ще два роки існування. Верховна Рада повністю блокувала діяльність Лукашенка.
1995 рік. Верховна Рада отримала перемогу.
10 травня 1995 року Лукашенко збирається змінити прапор Білорусі з національного біло-червоно-білого на зелено-червоний з орнаментом, під яким сотні тисяч білорусів були вбиті в Куропати і змінює герб «Пагоня» на колишній герб БССР. Також другою державною мовою стає російська. Опозиційні депутати під керівництвом Зенона Станіславовича Позняка захопили парламент і оголосили голодування. Через тиждень за наказом Лукашенко із застосуванням зброї їх виставили звідти.
У 1995 році партія НДП Білорусі, змінює назву, тепер вона Національно-Демократична Партія Білорусів (НДПБ).
У 1996 році відбуваються останні зіткнення інтересів між Верховною Радою і Лукашенком. На той час Верховною Радою керував С. Шарецький. Цього року Лукашенко намагається розпустити Верховну Раду і змінити Конституцію. На заклик лідера БНФ і опозиції Зенона Позняка на вулиці Мінська вийшло 64 тисячі громадян, які йшли під зображеннями святих і несли біло-червоно-білі прапори. У цей момент С. Шарецький дає згоду на розпуск Верховної Ради і зміну Конституції. Ті тисячі людей залишилися без підтримки. Лідер ходи «Чорнобильський Шлях 96» Зенон Позняк бере всю ініціативу до своїх рук.
Три дні в Мінську проходили протести. Лукашенко розпустив Верховну Раду, змінив Конституцію.
У 1998 році починається розкол опозиції і руху Відродження. У вересні 1999 р. центр Відродження — Білоруський Народний Фронт — розколюється. Частина його прибічників створює Білоруський Народний Фронт під керівництвом Вінцука Вячорки, частина — Консервативно-Християнську Партію — білоруський Народний Фронт (Відродження) під лідерством Позняка (скорочено КХП-БНФ).
Зенон Позняк створив суспільно-національні партії «Білоруська Солідарність» і «Білоруське Відродження».